# Vals (eau)
Vals est une marque d'eau minérale gazeuse en bouteille dont la source est située à Vals-les-Bains en Ardèche, à 7 km d'Aubenas.

## Historique

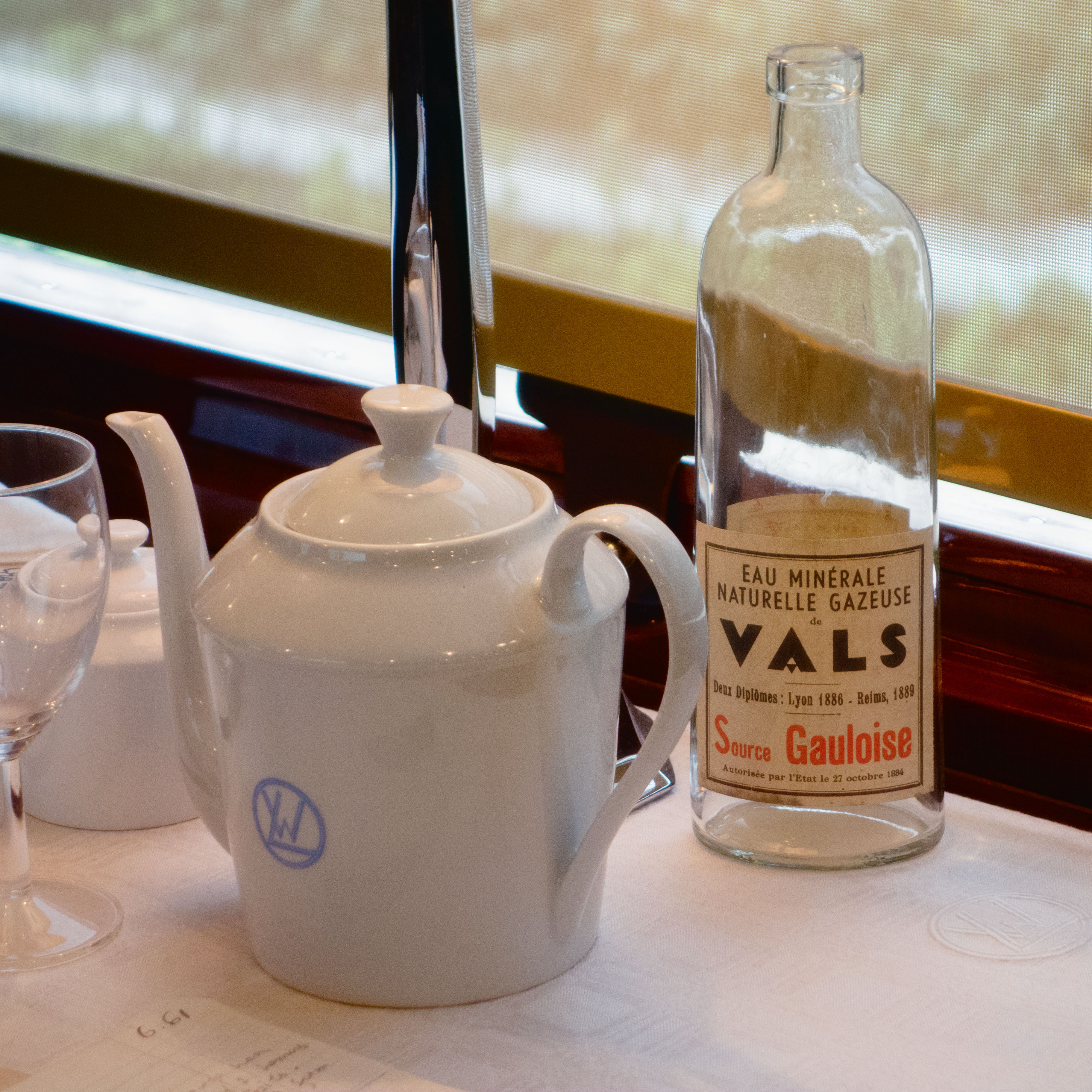
Eau de Vals dans l'Orient-Express

Aux environs de 1602, la découverte d'une première source sur la rive de la rivière Volane initie son exploitation. Ensuite, d'autres sources des eaux de Vals sont décelées.
Au début du XXe siècle, 12 millions de bouteilles sortent de l’usine d’embouteillage. Dès 1926, les premières installations d’embouteillage automatiques sont installées. En 1939, 30 millions de bouteilles sont expédiées. Puis, la production décline jusqu'à 3 millions de bouteilles au début des années 1980.
Dès 1985, les bouteilles en PET sont employées. À la fin des années 1990, les ventes remontent à 30 millions de bouteilles par an. En 2016, 40 millions de bouteilles sortent d'usine. Le marché est principalement français.

## Sources et minéralité

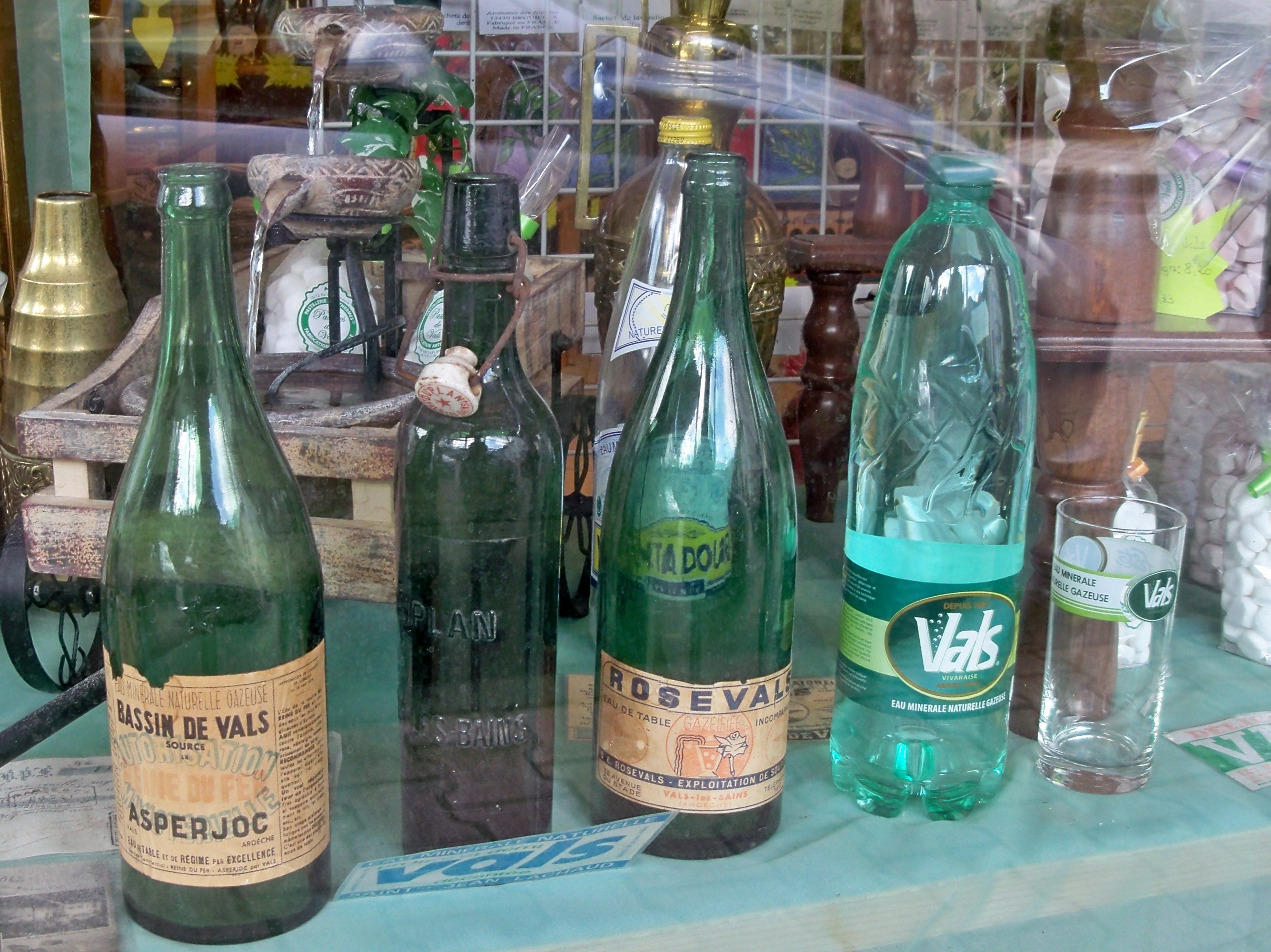
Anciennes bouteilles d'eau de Vals

L'eau de Vals et sa minéralité dépendent de différentes sources. La Constantine est fortement minéralisée (9 g/l), suivent la Désirée (7,78 g/l), la Précieuse (7,5 g/l), la Rigolette (6,34 g/l) et la Camuse (4 g/l). La Dominique est une eau minérale particulière en France par sa concentration en sels ferro-arsenicaux. À côté de ces six sources dont les eaux ne peuvent être prises que sur ordonnances médicales, la Saint-Jean, la Favorite et la Béatrix, qui sont faiblement minéralisées, peuvent être bues sans prescription. 